# L'amore o quasi
L'amore o quasi (titolo originale Something Like Love) è un romanzo della scrittrice irlandese Catherine Dunne pubblicato nel 2006.
È il seguito di La metà di niente scritto nove anni prima.

## Trama
Rose è stata abbandonata dal marito da dieci anni durante i quali ha dovuto mantenere casa e famiglia. Fortunatamente la sua attività di catering ha prosperato, ma ora si trova ad affrontare le pretese del marito ricomparso per reclamare la sua metà della casa. 

## Edizioni
- Catherine Dunne, L'amore o quasi, Guanda, 2006,  p. 317, ISBN 978-88-8246-767-8.